# سبيكولوس

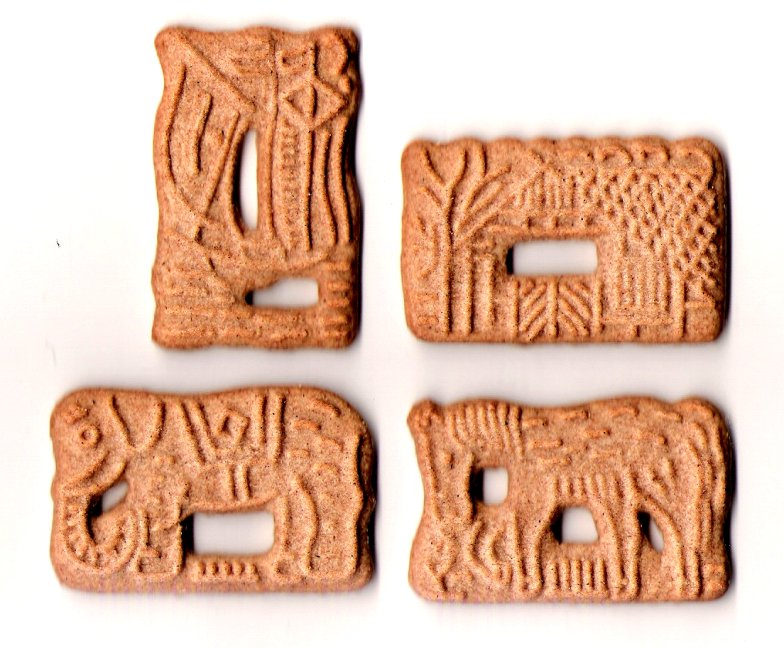
سبيكولوس

السبيكولوس أو سبيكيولاس هو عجينٌ متكوّن من طحين، زبدة، سكر بني، قرفة، بيض وقرنفل. هذا البسكويت له ثلاث ميزات: في السبيكولوس الحقيقي توابل كثيرة (قرفة في الغالب)، سكر بني كثير وهو مقولب في قالبٍ.
هذا البسكويت على نحو تقليدي كان قد طُبخ وأُكل أثناء شهر دسمبر وعيد الميلاد في ألمانيا، بلجيكا، هولندا وفي شَمال فرنسا.
حالياً، يوجد في المطاعم الصغرى وفي حانات مقدّم مع القهوة.
في هذا التقرير سننعت السبيكولوس وميزاته. ثم سنرى الدرجات المختلفة في اعداده. في النهاية سنرى لماذا ليس هذا البسكويت كغيره.
نعت البسكويت

## أصل التسمية
أصل تسمية هذا البسكويت منازع عليه. يقول البعض إنّ الاسم «سبيكولوس» من اللغة اللاتينية « species » الذي يعني «توابل» أو من "speculum" الذي يعني «مرآة».
قيمة غدائية
القيمة الغدائية في 100 غ من السبيكولوس
|            | Vermeiren Princeps | Lotus    | Bastogne LU |
| ---------- | ------------------ | -------- | ----------- |
| السعرات    | 471 Kcal           | 488 Kcal | 490 Kcal    |
| البروتينات | 6.7 غ              | 5 غ      | 4.5 غ       |
| السكّريات   | 69.1 غ             | 72 غ     | 73 غ        |
| الدهنيات   | 18.6 غ             | 20 غ     | 20 غ        |

سوق السبيكولوس
المنتجون
إذ أنّ السبيكولوس أكلة إقليمية بلجيكية، أكثر المنتجين موجودون في بلجيكا حيث يُحتفل بعيد الميلاد كلّ عام.
حسب حوالَي خمسين شركةً في القطاع الصناعيّ للبسكويت في بلجيكا. هذه الشركات جميعاً تنتج كلّ عام 416000 طن من البسكويت وتربح 67000000$.
30 % من الإنتاج للاستهلاك البلجيكي و70% للتصدير.
قائمة الشركات التي تنتج السبيكولوس:
•Lotus Bakeries (أسّس عام 1932)
هي الشركة الرائدة في صناعة السبيكولوس في بلجيكا. لهذا السبيكولوس طعم الكراميل الذي يقدره المستهلكون وهو يمثّل 20% من استهلاك البسكويت في بلجيكا. وهي أيضاً الشركة التي تورّد السبيكولوس أكثر من غيرها. (نصف الإنتاج وُرّد).
•Vermerein Princeps : هي الشركة الثانية في سوق السبيكولوس. تنتج 900 طن من هذا البسكويت كل عام. زد على ذلك أنّها تورّد قسماً من إنتاجها إلى اُوروبا والمملكة المتّحدة والولايات المتحدة واليابان والبرازيل وأستراليا وإلى إسرائيل.
•General Biscuit : هذه الشركة متخصّصة قي إنتاج البسكويت. اشترتها BSN Gervais Danone عام 1986. تنتج الآن بسكويت أخر مثل السبيكولوس اسمه Bastogne.
•Narda Biscuiterie
•Willems Biscuiterie
•Van Loo – Jules Destrooper
•Dandoy Biscuiterie
•VNT Ceval
•Delacre – United Biscuit
الموزّعون
بعد الإنتاج، السبيكولوس مخصَّص لثلاث موزّعين: المراكز التجارية، الشركات التي تنتج البسكويت، المطاعم والمقاهي.